# Friedrich Wilhelm von Kröcher
Friedrich Wilhelm von Kröcher (* 2. Mai 1810 auf Schloss Erxleben; † 19. Februar 1891 auf Schloss Vinzelberg) war ein deutscher Rittergutsbesitzer und Verwaltungsbeamter.

## Leben

### Herkunft
Friedrich Wilhelm von Kröcher entstammte dem Adelsgeschlecht Kröcher. Seine Eltern waren der Rittergutsbesitzer, Landrat und Landesdirektor Wilhelm von Kröcher und Sophie geb. Gräfin von Alvensleben (1790–1848). Sein Großvater mütterlicherseits war der Staatsmann Johann Ernst von Alvensleben.
Seine Geschwister waren Marie Helene (1812–1853), dritte Ehefrau von Heinrich Friedrich von Itzenplitz, preußischer Minister und Parlamentarier, August Henning, Mitglied des Preußischen Herrenhauses, und Karoline Ehrengard (1821–1895), Ehefrau von Udo Gebhard Ferdinand von Alvensleben, Mitglied des Preußischen Herrenhauses.
Der preußische Finanzminister Albrecht von Alvensleben war sein Onkel.

### Werdegang

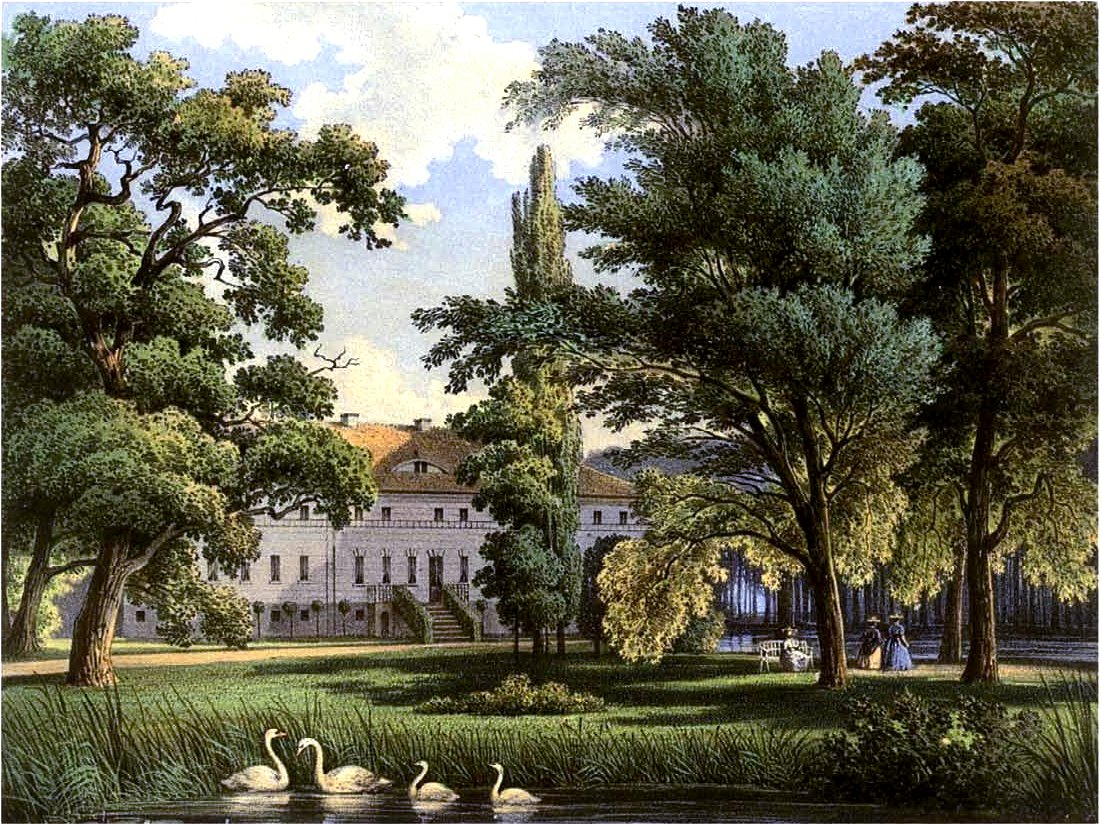
Schloss Vinzelberg um 1860, Sammlung Alexander Duncker

Friedrich Wilhelm von Kröcher studierte Rechtswissenschaften an der Ruprecht-Karls-Universität Heidelberg. 1830 wurde er Mitglied des Corps Saxo-Borussia Heidelberg. Nach Abschluss des Studiums trat er in den preußischen Staatsdienst ein. 1843 wurde er als Nachfolger seines Vaters Landrat des Landkreises Gardelegen. Das Amt hatte er bis 1861 inne.
Von Kröcher war Besitzer des Ritterguts Deetz und wurde nach dem Tod seines Vaters Fideikommissherr von Schloss Vinzelberg.
In seinem Haus verkehrten Persönlichkeiten der Inneren Mission wie Theodor Fliedner, Johann Hinrich Wichern und Friedrich von Bodelschwingh, die insbesondere einen prägenden Einfluss auf Kröchers Tochter Bertha nahmen.

### Familie
In erster Ehe war er verheiratet mit Bertha geb. von Gerlach (1822–1863). Die Sozialreformerin Bertha von Kröcher war ihre Tochter. Der Präsident des Preußischen Abgeordnetenhauses Jordan von Kröcher war ihr Sohn. Weiterhin hatten sie noch die Töchter Ida (1844–1850) und Sophie Katharina (1849–1902).
1865 heiratete er in zweiter Ehe die verwitwete Luise von Veltheim-Schönfließ, geb. von Mitzlaff († 1867).